# Jocelerme Privert
Jocelerme Privert (Petit-Trou-de-Nippes, 1 de fevereiro de 1954) foi o 45° Presidente do Haiti, de 2016 até 2017. Ele é um contador, empresário e político haitiano, tendo sido o Presidente do Senado do Haiti.

## Carreira Política

### Início da carreira política
Empresário e político de longa data, ele começou a se destacar e tornou-se o Ministro da Economia e Finanças do Haiti no governo de Jean-Bertrand Aristide durante os anos de 2001 e 2002. Logo em seguida, Aristide redirecionou-o para o Ministério do Interior e das Comunidades Territoriais em 2002, onde ficou até o golpe de estado em 2004 que derrubou Aristide da presidência.

### Acusação de massacre e encarceramento
Privert foi acusado no envolvimento no massacre de La Scierie em Saint-Marc e foi preso em 4 de abril de 2004. De acordo com a Organização de Direitos Humanos haitiano, dezenas de pessoas que eram oposição ao governo da época foram mortas num massacre ocorrido em fevereiro de 2004 na cidade de Saint-Marc. Jocelerme Privert foi solto 26 meses depois de sua prisão.

### Candidatura ao Senado do Haiti
Depois de ser libertado da prisão, ele serviu como adjunto ao então presidente René Préval. Candidatou-se ao Senado nas eleições de 2008 pelo departamento de Nippes, mas não foi eleito. Tentou novamente um assento no Senado nas eleições gerais de 2010 e, desta vez, foi eleito Senador por Nippes, servindo como senador de 26 de abril de 2011 até ser eleito pelo Senado para substituir o presidente Michel Martelly após uma grave crise de sucessão onde o Presidente Martelly deixou o poder em 7 de fevereiro de 2016 sem ter passado o governo a seu sucessor devido a fraudes nas eleições presidenciais de 2015.
Durante a vacância da presidência o governo ficou sob o comando do primeiro-ministro Evans Paul.

## Crise eleitoral no Haiti
Houve eleições presidenciais em 2015 para sucessão de Michel Martelly mas as irregularidades cometidas no primeiro turno do pleito de 25 de outubro detonaram a atual (2016) crise política. O Haiti tinha previsto realizar em 24 de janeiro de 2016 o segundo turno das eleições presidenciais, que foram adiadas dois dias antes pelo Conselho Eleitoral Provisório (CEP) perante a situação de violência vivida no país e que deixou pelo menos quatro mortos.
A crise permaneceu e, antes de sair, o Presidente e o parlamento do Haiti acordaram constituir um governo provisório para evitar um vazio de poder ao término do mandato de Martelly. O acordo estabelecia um governo de transição de um mandato de 120 dias que deveria organizar eleições em 24 de abril de 2016.

### Posse do presidente do Senado do Haiti
O presidente do Senado do Haiti, Jocelerme Privert, foi eleito presidente interino do país no dia 14 de fevereiro, uma semana depois da saída de Michel Martelly. A escolha foi feita pela Assembleia Nacional em dupla votação após uma sessão que durou mais de 10 horas e cujo mandato seria até a realização das eleições presidenciais com um prazo máximo de 120 dias.
Os candidatos Jovenel Moïse e Jude Célestin foram originalmente os mais votados naquelas eleições gerais de 2015 e haveria um segundo turno em 24 de abril de 2016, mas o Conselho Eleitoral Provisório decidiu em 5 de abril de 2016 por novas eleições previstas para outubro de 2016.
Em 14 de junho de 2016, seu mandato presidencial expirou mas ele permaneceu como o presidente de facto enquanto não havia definição nas eleições.

## Vida pessoal
Privert foi um contador antes de ser político e trabalhou na General Tax Directorate (uma agência governamental) de 1979 até a diretoria ser demitida em 1999.
Ele é casado com Ginette Michaud.